# Episodi di Victoria (prima stagione)
La prima stagione della serie televisiva britannica Victoria, composta da 8 episodi, è stata trasmessa nel Regno Unito per la prima volta dall'emittente ITV dal 28 agosto al 9 ottobre 2016.
In Italia, la stagione è andata in onda in prima visione su La EFFE, canale satellitare a pagamento della piattaforma Sky, dal 3 al 24 marzo 2017. In chiaro, è stata trasmessa dal 17 dicembre 2017 al 7 gennaio 2018 su Canale 5.
| n° | Titolo originale     | Titolo italiano           | Prima TV UK       | Prima TV Italia |
| -- | -------------------- | ------------------------- | ----------------- | --------------- |
| 1  | Doll 123             | Bambola 123               | 28 agosto 2016    | 3 marzo 2017    |
| 2  | Ladies in Waiting    | Dame di corte             | 29 agosto 2016    | 3 marzo 2017    |
| 3  | Brocket Hall         | Scalata al trono          | 4 settembre 2016  | 10 marzo 2017   |
| 4  | The Clockwork Prince | Differenze culturali      | 11 settembre 2016 | 10 marzo 2017   |
| 5  | An Ordinary Woman    | Matrimonio reale          | 18 settembre 2016 | 17 marzo 2017   |
| 6  | The Queen's Husband  | Il marito della regina    | 25 settembre 2016 | 17 marzo 2017   |
| 7  | The Engine of Change | Il motore del cambiamento | 2 ottobre 2016    | 24 marzo 2017   |
| 8  | Young England        | La giovane Inghilterra    | 9 ottobre 2016    | 24 marzo 2017   |

## Bambola 123
- Titolo originale: Doll 123
- Diretto da: Tom Vaughan
- Scritto da: Daisy Goodwin

### Trama
Victoria ascende al trono dopo la morte dello zio paterno, Re William IV. Pur essendo ancora molto giovane (tanto da tenere una bambola nel comodino), la nuova regnante fa valere la propria indipendenza nei confronti della madre e di Sir John Conroy, amante della madre, che l'hanno cresciuta secondo il severo sistema di Kensington al solo scopo di poter un giorno regnare come reggenti. Victoria crea uno scandalo quando, convinta che Conroy stia tradendo la madre con la sua dama di compagnia Lady Flora Hastings, rivela i suoi sospetti che la donna sia rimasta incinta. Lady Flora è sottoposta ad un esame medico forzato, che però rivela che è vergine e ciò che le sta crescendo in pancia è un tumore addominale che le sarà fatale. Poco prima di morire, la Regina si reca al capezzale di Lady Flora chiedendo il perdono. La madre rimane fortemente scossa dall'accaduto e si riavvicina a Sir Conroy. Il fatto diventa pubblico e quando il popolo scopre dell'umiliazione a cui è stata sottoposta Lady Flora per mano della Regina comincia a dubitare che questa sia adatta al trono. Victoria si dispera per ciò che ha fatto e sente che il suo regno è offuscato, ma viene incoraggiata dal primo ministro, Lord Melbourne, a rialzarsi e affrontare i suoi sudditi.

## Dame di corte
- Titolo originale: Ladies in Waiting
- Diretto da: Tom Vaughan
- Scritto da: Daisy Goodwin

### Trama
Il primo ministro Lord Melbourne annuncia che deve dimettersi poiché gli manca il mandato richiesto in parlamento. Victoria chiede al Duca di Wellington di formare un nuovo governo, ma lui rifiuta, dicendo che è troppo vecchio per essere di nuovo primo ministro. Suggerisce invece di invitare a corte il leader dei Tory, Sir Robert Peel, e la regina a malincuore accetta. Tuttavia, Peel è d'accordo solo a condizione che cambi alcune dame di compagnia, poiché quattro sono sposate con i ministri Whig, sostituendole con le mogli dei Tory. La regina rifiuta, poiché considera le donne come sue amiche intime e non come pedine politiche. Questo porta alla crisi del Parlamento. Melbourne insiste sul fatto che non può minare la costituzione britannica governando esclusivamente per capriccio del monarca, ma alla fine cede e rimane in carica come primo ministro. La madre di Victoria, sir John, e suo zio paterno, il Duca di Cumberland, progettano di installare una reggenza per limitare il potere di Victoria facendo credere alla gente che quest'ultima abbia ereditato la follia di suo nonno, re Giorgio III.

## Scalata al trono
- Titolo originale: Brocket Hall
- Diretto da: Tom Vaughan
- Scritto da: Daisy Goodwin

### Trama
Sir John e la madre di Victoria vogliono che lei si sposi, credendo che sia troppo indipendente e necessiti di un uomo che la possa controllare. Tra i pretendenti vi sono il Principe russo e il Duca di Cambridge, protetto dello zio di Victoria che mira al trono. Victoria è affascinata dal Principe russo poiché anch'egli come lei deve sposarsi per convenienza. Dopo una passeggiata a cavallo, rivela a Victoria che il padre ha scelto per lui una principessa Danese e presto ripartirà. Lo zio materno di Victoria, Re Leopoldo del Belgio, arriva per fare pressione sulla nipote affinché sposi suo nipote e cugino, il Principe Alberto di Sassonia-Coburgo e Gotha, appena rientrato dall'Italia dove ha terminato gli studi. Victoria non ha alcun interesse in Alberto poiché ancora infatuata di Lord Melbourne. Leopoldo notando gli atteggiamenti della nipote chiede a Lord Melbourne un appoggio affinché la convinca che sposare Alberto la renderà felice, ma Lord M afferma che la regina è in grado di governare da sola e non c'è bisogno di spingerla in un matrimonio con la persona sbagliata. Victoria si reca a Brocket Hall e dichiara il suo amore a Lord Melbourne che però la rifiuta. Stanca di Sir John, Victoria gli offre il titolo di Barone e una pensione per lasciare il castello. Sir John accetta lasciando così la madre di Victoria distrutta dal dolore. Madre e figlia si riconciliano. A Newport si è creato un gruppo denominato "Cartisti" che chiede il suffragio universale e non è contento della monarchia. Durante l'inaugurazione del monumento in onore del padre, Victoria è costretta a ritirarsi a causa della presenza di alcuni Cartisti di Newport. La Sig.ra Jenkins riceve una lettera e ne rimane sconvolta: rivela infatti alla signorina Skarrett che il nipote è uno dei leader dei Cartisti e perciò è stato condannato a morte. La pena di morte per i traditori è l'impiccagione con successivo svisceramento così la sig.na Skarrett convince la regina a modificare la pena, condannando i traditori alla deportazione in Australia.

## Differenze culturali
- Titolo originale: The Clockwork Prince
- Diretto da: Sandra Goldbacher
- Scritto da: Daisy Goodwin

### Trama
Il Principe Albert e suo fratello Ernest arrivano a Londra invitati da Leopold, senza però il permesso della Regina. Alcuni a corte pensano che Albert, in quanto figlio minore e principe di un piccolo ducato, sia inferiore a lei. Inizialmente Victoria trova Albert scontroso, moralista ed irritante, mentre Albert trova Victoria impossibile e testarda, però più i due passano del tempo insieme, più una lenta attrazione cresce. Victoria organizza un ballo a corte per intrattenere i principi e durante un valzer col cugino si accorge di provare dei sentimenti per lui. Albert, tuttavia, durante una passeggiata nei boschi vicini a castello di Windsor, contesta a Victoria l'influenza che Lord Melbourne ha su di lei ed il suo non vedere le cose come sono in realtà, come per esempio la povertà delle masse. Dopo questa discussione, Albert si prepara a partire, credendo di non avere più la speranza di sposarla, mentre Victoria scende a patti col suo amore per Albert ma esita a fargli la proposta di matrimonio, in quanto non è sicura che lui dica di sì. Dopo aver confidato a Leopold le sue preoccupazioni e avendo ricevuto qualche incoraggiamento, Victoria gli fa la proposta e Albert accetta con entusiasmo.

## Matrimonio reale
- Titolo originale: An Ordinary Woman
- Diretto da: Sandra Goldbacher
- Scritto da: Daisy Goodwin

### Trama
Victoria ed Albert si sono fidanzati. Albert deve tornare per sei settimane a Coburgo e prima di partire le raccomanda di risolvere la questione del suo appannaggio e del titolo reale. Victoria deve fare l'annuncio del fidanzamento per l'approvazione del Consiglio della Corona e in quell'occasione il Duca di Wellington ricorda che la sovrana non può sposare un cattolico senza rinunciare al trono, in quanto Leopold divenne papista quando venne eletto Re dei Belgi, per cui il Consiglio vuole sapere se Albert sia davvero protestante. Melbourne porta il progetto di legge sul mantenimento e sul titolo reale del Principe in Parlamento: Victoria vorrebbe che Albert venga riconosciuto come Re Consorte, cosa che però non avviene, in quanto al Parlamento non va a genio che ci sia un tedesco sul trono inglese. Alla fine i Lord decretano che Albert debba ricevere 20000 sterline all'anno e che non riceva alcun titolo inglese che gli permetta di sedere in Parlamento. Melbourne spiega a Victoria che Albert non può ricevere lo stesso appannaggio di Leopold in quanto quest'ultimo lo sperpera per mantenere le sue amanti. Albert insiste sull'importanza di avere un titolo tutto suo e un appannaggio che non lo faccia sembrare il parente povero e Victoria teme che Albert possa in futuro avere un'amante, come fecero suo padre e suo zio. Quando Albert torna a Londra, Victoria lo nomina Cavaliere dell'Ordine della Giarrettiera, ma non è abbastanza per sedere alla Camera e Albert è molto amareggiato per questo. Alla fine i due si rappacificano e si rassicurano a vicenda e il 10 febbraio 1840 si sposano.

## Il marito della regina
- Titolo originale: The Queen's Husband
- Diretto da: Olly Blackburn
- Scritto da: Daisy Goodwin

### Trama
Victoria ed Albert sono felicemente sposati e sono appena tornati dalla luna di miele. Victoria, però, teme di morire di parto come sua cugina e zia, la Principessa Charlotte, moglie di Leopold, la cui morte condusse Victoria al trono. La Baronessa Lehzen, sua governante, le dà inutili consigli su come evitare una gravidanza. Victoria si ingrazia i favori del suo zio paterno, il Duca di Sussex, che non può presentare sua moglie a corte perché il loro matrimonio morganatico viola il Royal Marriages Act 1772; inoltre sua moglie è figlia di un conte, non ha nascita reale, quindi Victoria usa la sua discrezione per far di lei la Duchessa di Iverness e l'accoglie a corte, così che Albert sia libero di poter stare al suo fianco nell'accompagnarla a cena. Intanto due rappresentanti del British and Foreign Anti-Slavery Society giungono a palazzo per chiedere a Victoria di inaugurare il convegno di Londra, tenuto nel giugno 1840. Lei dice che supporterà pubblicamente la causa, ma non può inaugurare il convegno a causa della sua posizione. Albert invece si offre volontario nel dare un messaggio contro la schiavitù, un tema che sente fortemente. Il suo discorso è considerato un successo, tanto da ricevere i complimenti di Sir Robert Peel, capo dei Tory.

## Il motore del cambiamento
- Titolo originale: The Engine of Change
- Diretto da: Olly Blackburn
- Scritto da: Guy Andrews

### Trama
Victoria, incinta del suo primo figlio, è molto spaventata nel morire di parto come la Principessa Charlotte. Sua madre insiste che si riposi completamente e che si astenga dagli affari di Stato affidandoli ad Albert. I ministri chiedono a Victoria di scegliere un reggente nel caso muoia di parto e il bambino sopravviva; la Regina nomina Albert e la cosa fa infuriare i Tory. Albert si interessa della costruzione della ferrovia per migliorare le comunicazioni e i trasporti in Gran Bretagna, un progetto che Victoria gli sconsiglia di seguire in quanto ci sono lamentele sulle incursioni nelle proprietà. Ad ogni modo, Victoria ordina un viaggio al nord, ospite nella residenza di Lord Peevs, un Tory contrario sia alla reggenza di Albert che alla locomotiva. Sir Robert Peel, fanatico sostenitore della ferrovia nonostante sia un Tory, invita Albert a fare un giro sulla sua locomotiva e la cosa fa infuriare Victoria. Albert, tuttavia, insiste sul fatto che debba avere un po' di influenza sul suo nuovo Paese, mentre lei teme che le sue azioni possano minare la sua autorità di Regina. Ciononostante, Victoria coraggiosamente si azzarda a fare un giro sulla locomotiva, che trova esilarante. Sir Robert Peel alla fine supporta Albert come reggente e i Tory, a malincuore, cedono.

## La giovane Inghilterra
- Titolo originale: Young England
- Diretto da: Olly Blackburn
- Scritto da: Daisy Goodwin

### Trama
Victoria è prossima al parto, la corte è preoccupata dell'eventualità che non possa sopravvivere assieme all'infante e che il Principe Albert debba tornare a Coburgo. Intanto il Re di Hannover, il Duca di Cumberland, è tornato a Londra in quanto secondo in linea di successione al trono se Victoria muore: egli ribadisce il fatto che gli inglesi non accettano Albert come reggente e lascia intendere eventuali minacce di morte contro la Regina. Victoria ordina a Lehzen di trovarle una balia, rifiutandosi di seguire l'esempio di sua madre; inoltre insiste nel fare le sue quotidiane passeggiate in carrozza per salutare i suoi sudditi, ma durante una di queste passeggiate il diciannovenne Edward Oxford cerca di assassinarla. Cumberland viene subito sospettato ma nega alcun coinvolgimento. Alla fine si scopre che le pistole di Oxford erano scariche durante l'attentato, perciò viene dichiarato "non colpevole in quanto pazzo" e rinchiuso in un manicomio a vita. Il 21 novembre 1840 Victoria dà alla luce senza complicazioni una sana bambina, anche lei chiamata Victoria.